# Andrena falsifica
Andrena falsifica là một loài ong trong họ Andrenidae. Loài này được Perkins miêu tả khoa học đầu tiên năm 1915.